# 西蒙·武埃
西蒙·武埃（法語：Simon Vouet，發音：[simɔ̃ vwɛ]；1590年1月9日—1649年6月30日）是法国画家及制图师，因其将意大利巴洛克繪畫带入法国而为今人所熟知。

## 生平

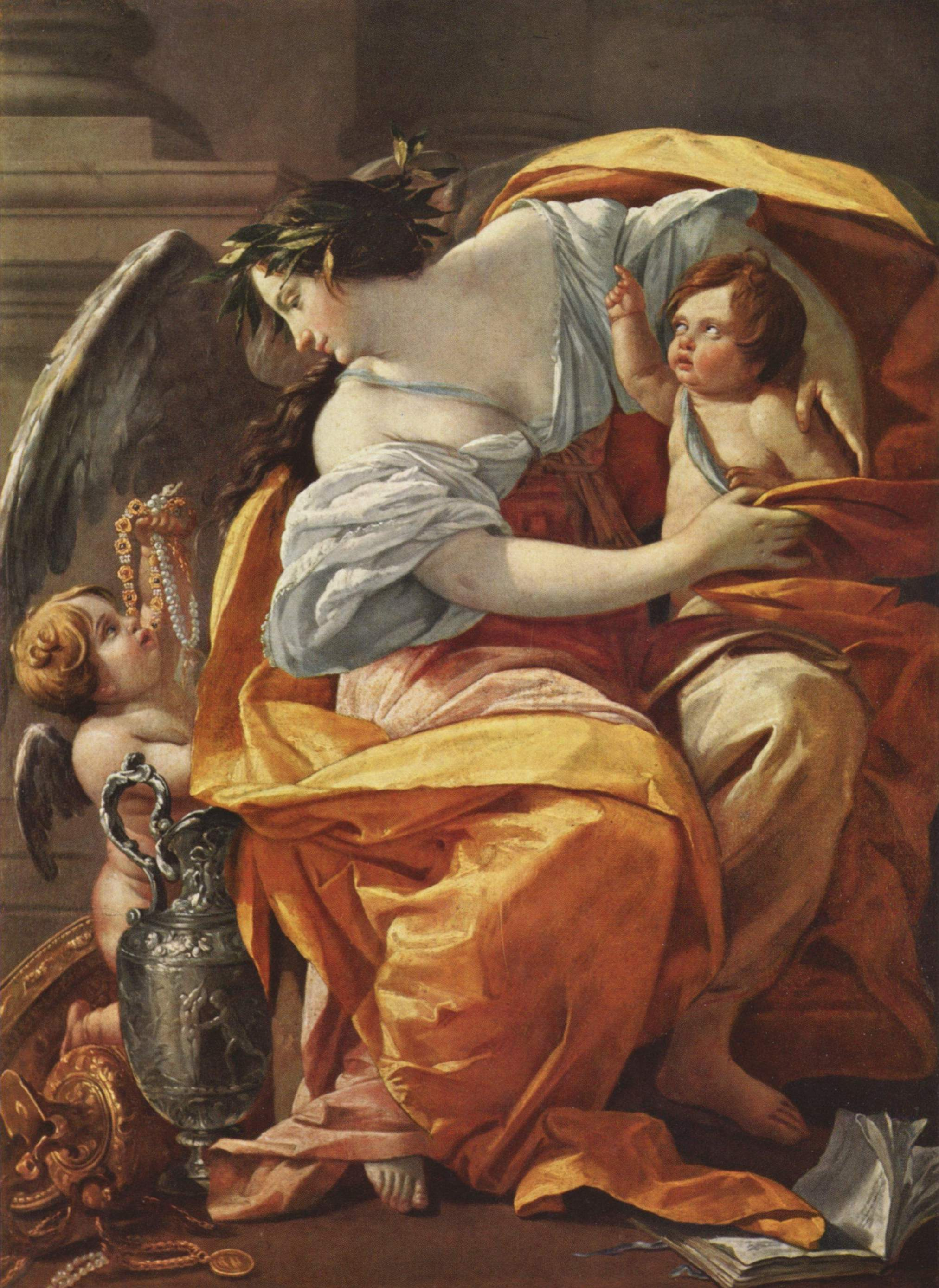
武埃的讽喻作品《“富饶”寓意画》于1640年完成，可能是为法国皇室的某座皇家城堡所创作。（现藏于卢浮宫）

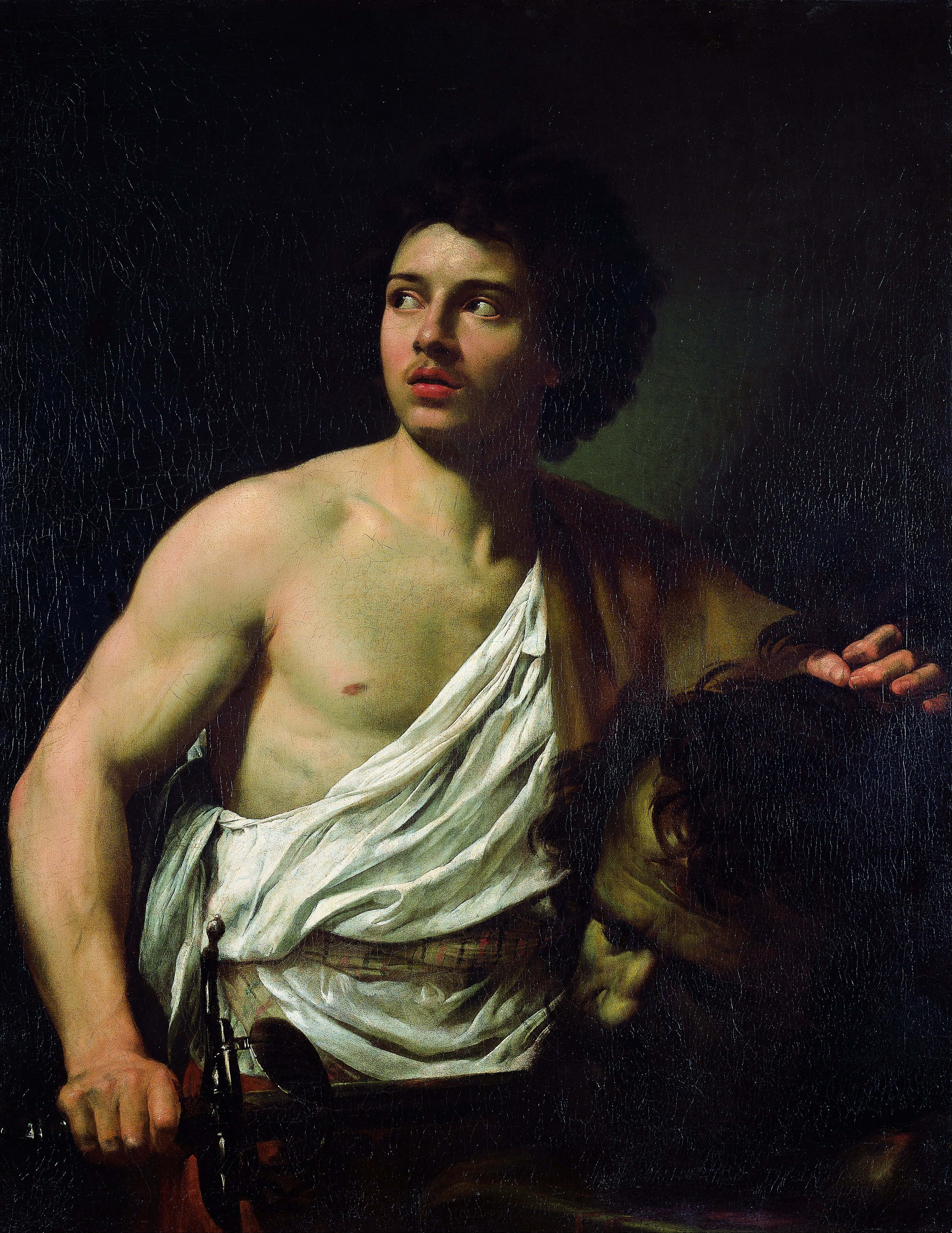
《大卫与歌利亚的头颅》

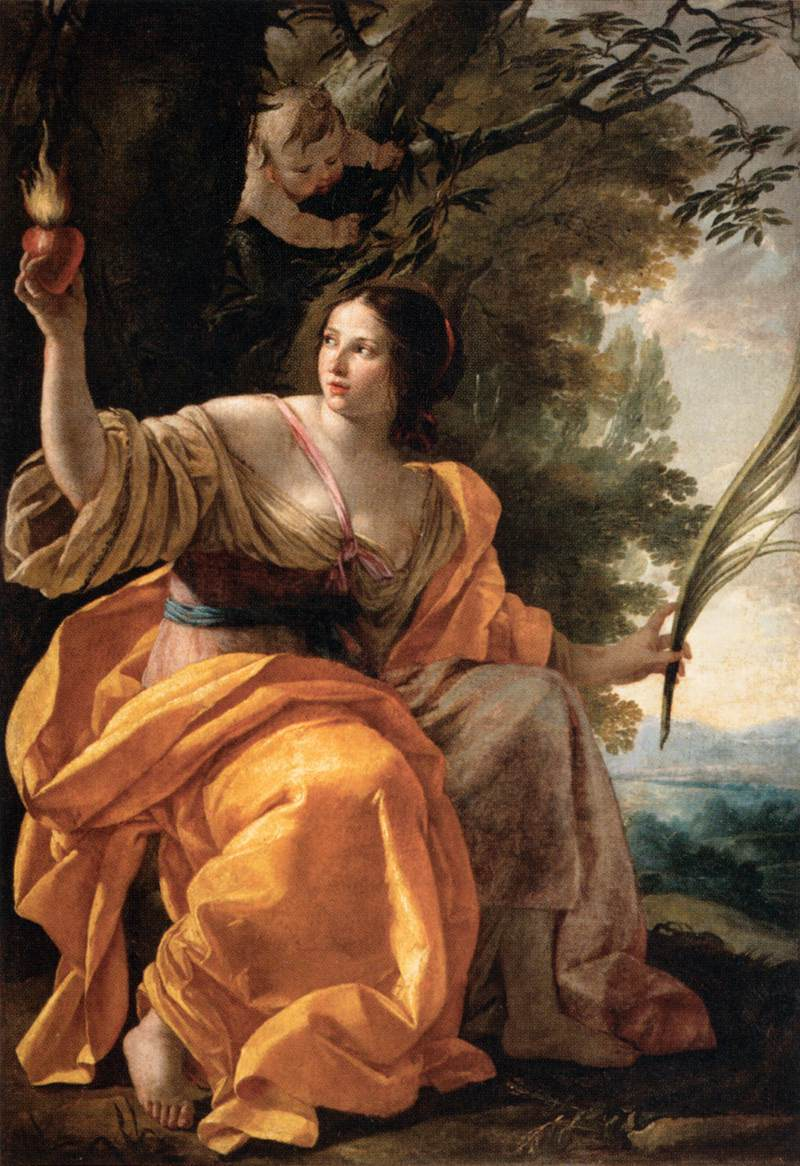
《天国的施舍》

西蒙·武埃与1590年1月9日出生与巴黎。 他的父亲洛朗·武埃（Laurent Vouet）是巴黎的一位画家，并教授了他一些艺术的基本理论。西蒙的哥哥奥班·武埃（1595-1641）和外孙卢多维科·多里尼（1654-1742）也都是画家。
西蒙由肖像画发迹。14岁时，他受人之托前往英国为法国贵妇画像，1611年他又作为随行画师，陪同时任法国驻奥斯曼帝国大使一行前往君士坦丁堡。次年，他从君士坦丁堡转道前往威尼斯，后又于1614年去往罗马。 
在意大利期间，他主要停留在罗马。当时在那里，巴洛克艺术已经成为主导艺术流派。法国国王给予了他一笔津贴，同时他还收到了巴貝里尼家族、卡西亞諾·德爾·波佐、保罗·焦尔达诺·奥尔西尼和温琴佐·朱斯蒂尼亚尼等人的资助。 他也拜访了意大利其他的一些城市，包括威尼斯、卡拉奇家族的学院所在地博洛尼亚、热那亚（1620年到1622年期间，武埃在热那亚为多利亚家族作画）以及那不勒斯。
武埃天生就是一名学院派画家，他的画作博采众长：有卡拉瓦乔的光线运用、意大利的矫饰主义、保罗·委罗内塞的色彩和透视，也能看到卡拉奇、圭尔奇诺、乔瓦尼·兰弗兰科和圭多·雷尼等人对他的影响。武埃一举成名，并因此于1624年被选为圣路加学院的院长。 1626年，武埃与他宗教人物画中圣母玛利亚的模特维吉尼亚·维琪完婚。
武埃除了风俗画在罗马的成功，宗教画也获得了聖座的肯定，尤其为巴贝里尼枢机（未来的教宗烏爾巴諾八世）所青睐。他曾获得梵蒂冈聖伯多祿大殿的订单，可惜原作已在十八世纪被损毁，只留下数张草图。武埃在意大利时期的宗教主题画作，除了沿袭卡拉瓦乔明暗强烈的戏剧性对比，在色彩上又有明显的威尼斯画派影响，使用玫红，橘色，橄榄绿等纯度较低的颜色，营造织物轻快飘逸的质感。

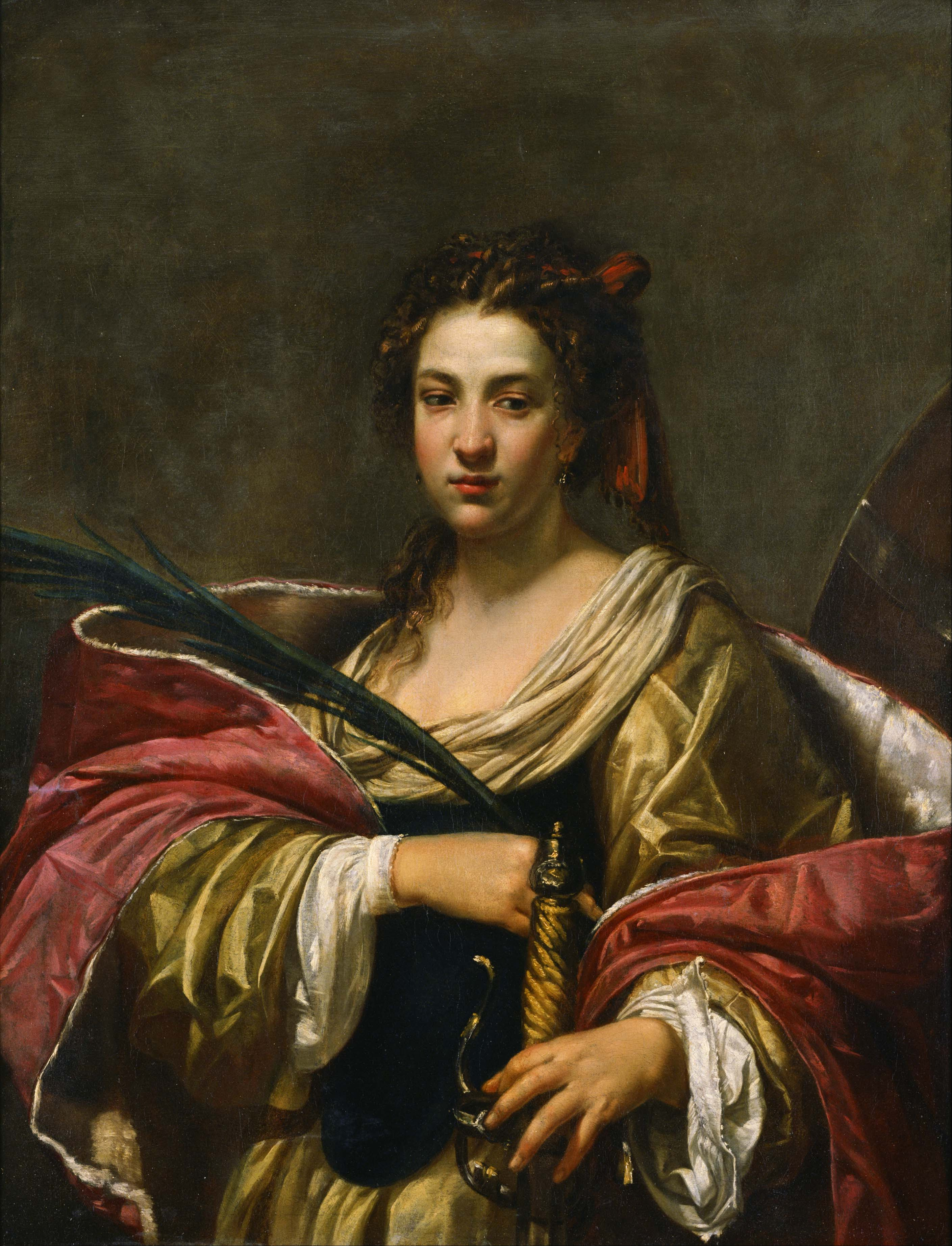
《圣凯瑟琳》

1627年，因难以拒绝贝蒂讷公爵的盛情推荐和国王的诏令，尽管在罗马取得了巨大成功，武埃还是返回了法国为宫廷服务，路易十三委任他为首席画师并订购了大量肖像，挂毯设计图，以及卢浮宫，卢森堡宫和聖日耳曼昂萊城堡的装饰工程。
回到法国后的武埃放弃了卡拉瓦乔一贯的黑暗抽象背景与悲剧色彩，画风变得更柔和轻快，色彩更明亮，背景常使用自然或古典建筑。
带着意大利的创新回来，在宫殿城堡等大型装饰工程中引入神话跟寓言形象。巴洛克风格引人注目的宏大场景，神话与寓言故事里耐人寻味的暗喻，武埃很快在法国开创并引领了一种全新的装饰风格，源源不断的订单向他涌来。他还重新发展了祭坛画的创作程式，将建筑，绘画与雕塑融合成一个整体。现藏于卢浮宫博物馆中武埃所创作的《圣殿上的引见》(la Présentation au temple)是1641年由黎塞留枢机主教赠送给了巴黎的耶稣会的一幅祭坛画，这幅祭坛画在法国大革命期间遭到损坏，被分成两部分，其中装饰屏风顶部描绘《圣路易斯的荣耀》（L’Apothéose de saint Louis）现藏于魯昂美術館。 他迅速建立了自己的工作室，培养了一批学徒，其中就有绰号“法国拉斐尔”的厄斯塔什·勒叙厄尔（1616-1655）与路易十四的首席画师夏尔·勒布伦（1619-1690）。 武埃在长达二十年间在巴黎画坛独领风骚，辉煌生涯直到最后一刻。
1649年6月30日，武埃在巴黎去世，享年59岁，安葬于格列瓦圣约翰教堂， 教堂在十八世纪末被毁，画家墓已无迹可寻。

## 作品

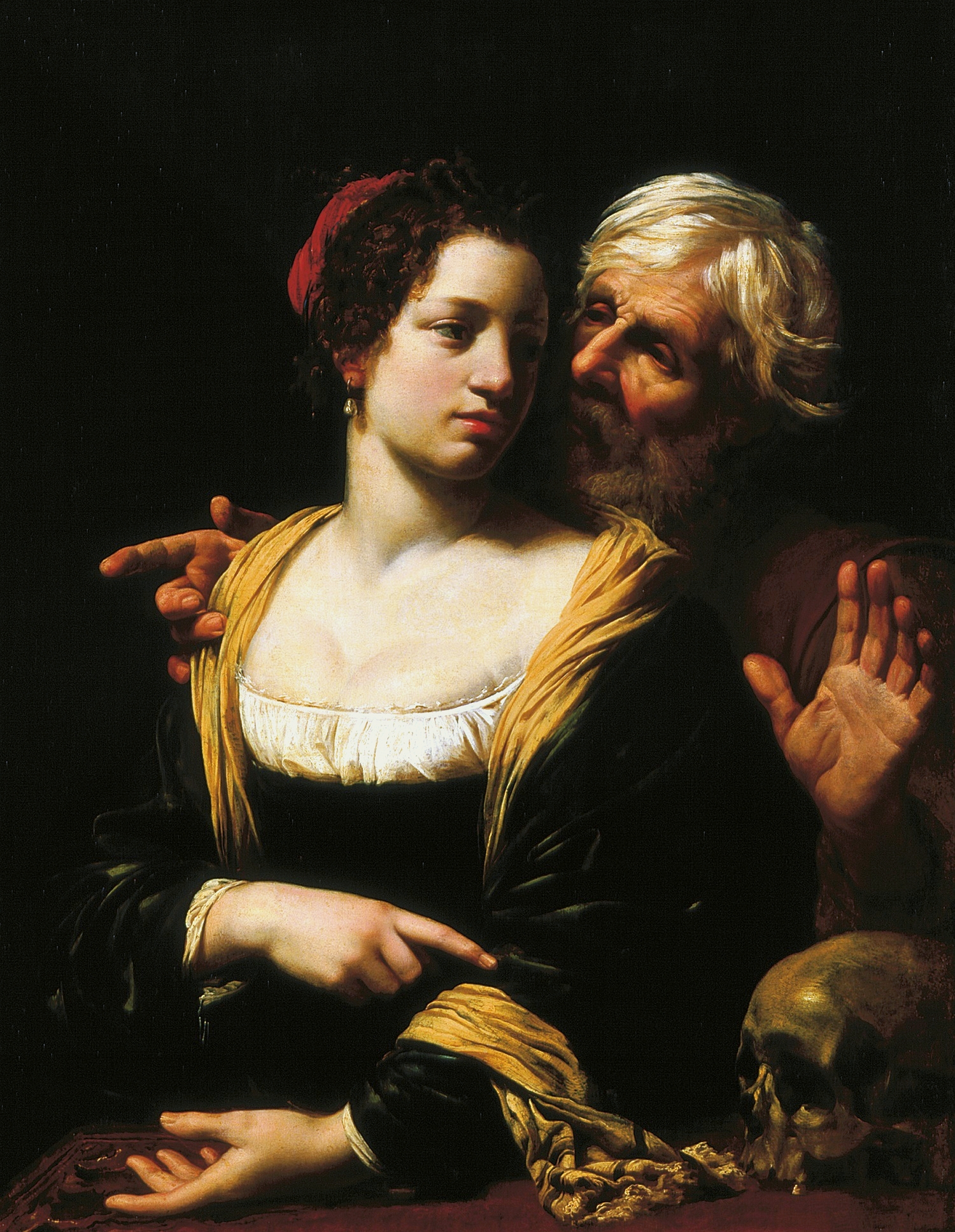
《不般配的夫妇》， 创作于1621年，是武埃在罗马期间运用卡拉瓦乔式画法创作而成（藏于华沙国家博物馆）。

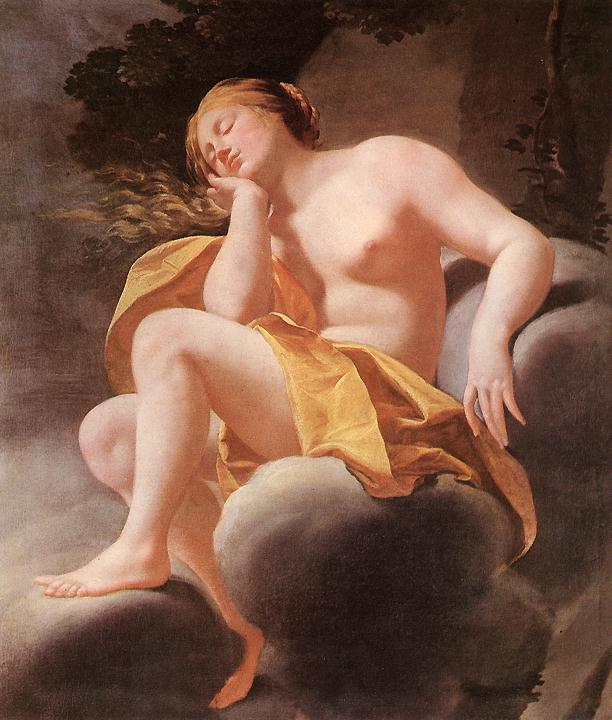
《沉睡的维纳斯》

### 装饰工程
- 正义宫（法語：Palais de la Justice）
- 杰出人物展览馆巴黎皇家宮殿红衣主教宫
- 吕埃堡（法語：The Châteaux de Rueil）
- 犬舍城堡
- 聖日耳曼昂萊城堡， 《四枢德》
- 枫丹白露宫
- 皮埃尔·塞吉埃的宅邸
- 查尔斯·德拉波特（英语：Maréchal de La Meilleraye）的宅邸
- 巴黎第三区圣尼各老堂（Saint-Nicolas-des-Champs à Paris）： 《圣母升天》、 《圣母墓前的使徒们》（上下两幅，1629年）
- 希伊-马萨林圣斯德望堂（法語：Saint-Etienne à Chilly-Mazarin），《基督下葬》（1639年）
- 比利翁府邸（法語：Hôtel-Bullion）
- 圣梅里教堂（法語：Saint-Merry à Paris）， 《圣梅里释放囚犯》（1640年）

### 工作室作品及复制品
- 《圣塞巴斯蒂安》（1618-1620），（美国）莎拉·坎贝尔·布莱佛基金会收藏

- 《圣彼得拜访狱中的圣阿加莎》，1624年

- 《智慧、记忆与愿望》，藏于罗马卡比托利欧博物馆

- 《圣母子和玫瑰花》，藏于馬賽美術館

- 《海塞林克圣母子》，藏于卢浮宫

- 《圣玛丽·玛德琳》，藏于罗马国家画廊

- 《“美术”寓意画》，藏于罗马国家画廊

- 《“和平”寓意画》，藏于罗马国家画廊

- 《“慈善”寓意画》（1640-1645），藏于德拉吉尼昂博物馆

- 《戴安娜》，藏于伦敦科陶德藝術學院

- 《圣母子与天使》，藏于卡昂美术博物馆

- 《卢克丽霞的自杀》, 藏于布拉格國立美術館

- 《罗马人的善举》，藏于巴约讷博纳博物馆

- 《下葬》，藏于剑桥菲茨威廉博物馆

- 《圣尤斯塔斯的殉道》，藏于巴黎圣尤斯塔斯教堂

- 《戴安娜》，汉普顿宫皇室收藏

- 《奥林匹亚众神中的赫拉克力士》，汉普顿宫皇室收藏

- 《密涅瓦》，藏于圣彼得堡埃尔米塔日博物馆

- 《圣母子》，藏于圣彼得堡埃尔米塔日博物馆

- 《圣母子》，藏于牛津阿什莫林博物館

- 《圣母子》，藏于第戎玛侬博物馆

- 《阿波罗与缪斯女神们》，藏于布达佩斯匈牙利国家博物馆

- 《莎乐美》，藏于加州萨克拉门托克罗克艺术博物馆